# Municipio de North Lindsey
El municipio de North Lindsey (en inglés: North Lindsey Township) es un municipio ubicado en el condado de Benton en el estado estadounidense de Misuri. En el año 2010 tenía una población de 1765 habitantes y una densidad poblacional de 10,47 personas por km².

## Geografía
El municipio de North Lindsey se encuentra ubicado en las coordenadas 38°19′51″N 93°23′38″O / 38.33083, -93.39389. Según la Oficina del Censo de los Estados Unidos, el municipio tiene una superficie total de 168.61 km², de la cual 149.82 km² corresponden a tierra firme y (11.14%) 18.78 km² es agua.

## Demografía
Según el censo de 2010, había 1765 personas residiendo en el municipio de North Lindsey. La densidad de población era de 10,47 hab./km². De los 1765 habitantes, el municipio de North Lindsey estaba compuesto por el 96.83% blancos, el 0.23% eran afroamericanos, el 0.62% eran amerindios, el 0.17% eran asiáticos, el 0.06% eran isleños del Pacífico, el 0.34% eran de otras razas y el 1.76% pertenecían a dos o más razas. Del total de la población el 1.47% eran hispanos o latinos de cualquier raza.